# Crystal 〜サーカス ヴォーカルコレクション〜
『crystal 〜サーカス ヴォーカルコレクション〜』（クリスタル 〜サーカス ヴォーカルコレクション〜）は、CIRCUSのテーマ曲を集めたコンピレーション・アルバム。 2003年4月2日に Lantisから発売された。

## 収録曲
1. White Season（rino）(5:35)
2. All my love of the World（yozuca*）(4:53)
3. ダ・カーポ 〜第2ボタンの誓い〜（yozuca*）(4:36)
4. Small Cherry 〜promised bell〜（rino）(4:45)
5. Dream 〜The ally of〜（rino）(4:49)
6. Dream 〜The other side〜（yozuca*）(4:55)
7. Fragment 〜The heat  of summer〜（yozuca*）(4:00)
8. Fragment 〜Thought to wish to the starlit sky〜（rino）(4:38)
9. 夏の終わりに（yozuca*）(4:22)
10. The first scenery（rino）(4:10)
11. Sow（yozuca*）(3:37)
12. うたまるえかき唄（桃井はるこ）(3:12)

## タイアップ
- パソコンゲーム『D.C. White Season 〜ダ・カーポ ホワイトシーズン〜』オープニングテーマ（#1）、同エンディングテーマ（#2）、同挿入歌（#12）
- パソコンゲーム『D.C. 〜ダ・カーポ〜』オープニングテーマ（#3）、同エンディングテーマ（#5）
- パソコンゲーム『D.C.P.S. 〜ダ・カーポ〜 プラスシチュエーション』エンディングテーマ（#6）、同挿入歌（#4）
- ドリームキャストゲーム『水夏 〜SUIKA〜』オープニングテーマ（#7）、同エンディングテーマ（#8）、同挿入歌（#9）
- パソコンゲーム『InfantariaXP』オープニングテーマ（#10）、同エンディングテーマ（#11）